# Lopuschna (Wyschnyzja)
Lopuschna (ukrainisch und russisch Лопушна, rumänisch Lăpușna/Lopușna; deutsch [Bad] Lopuschna oder älter Lopuszna) ist ein Dorf  in der ukrainischen Oblast Tscherniwzi mit etwa 840 Einwohnern.

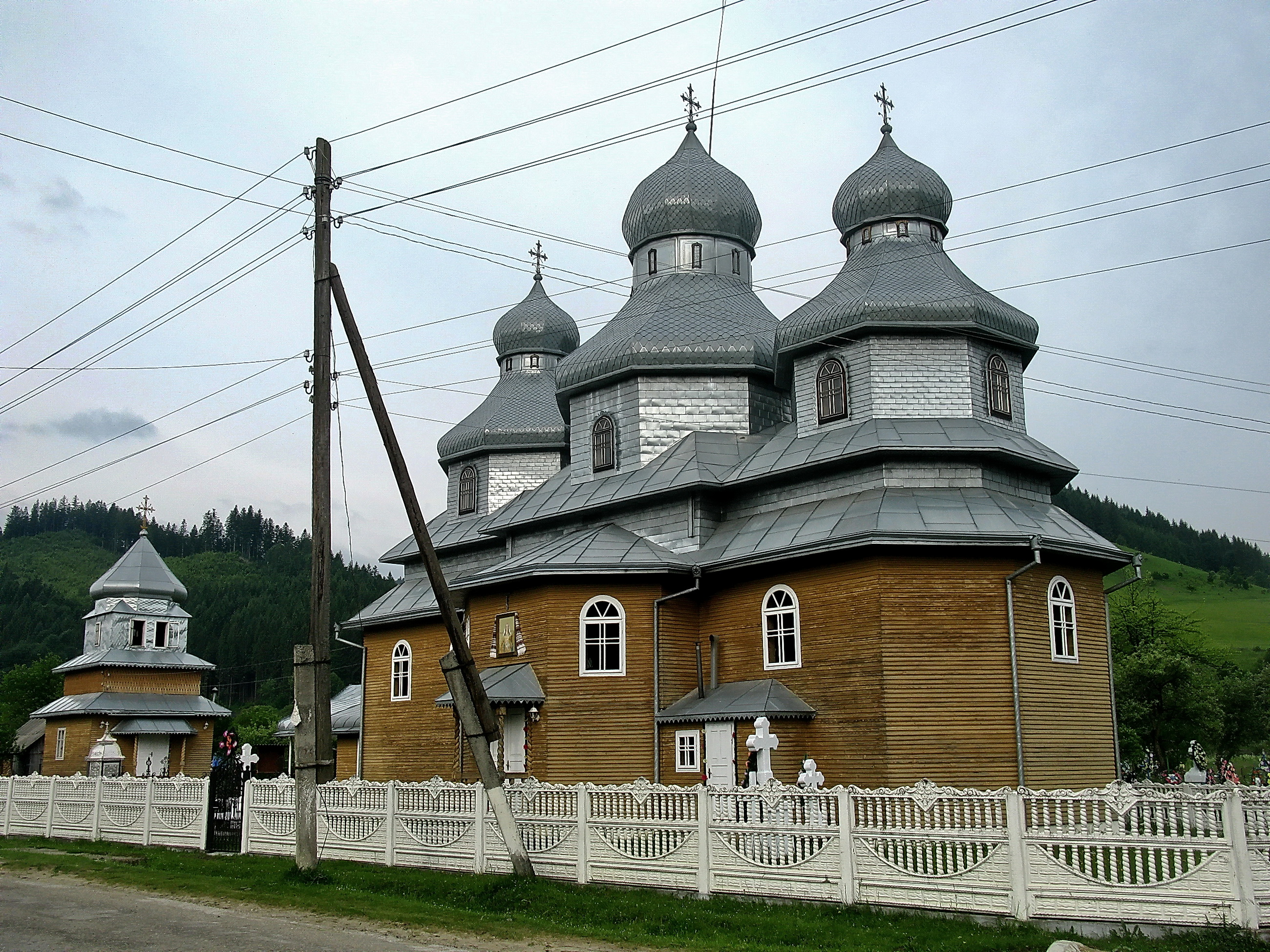
Barbarakirche mit Glockenturm

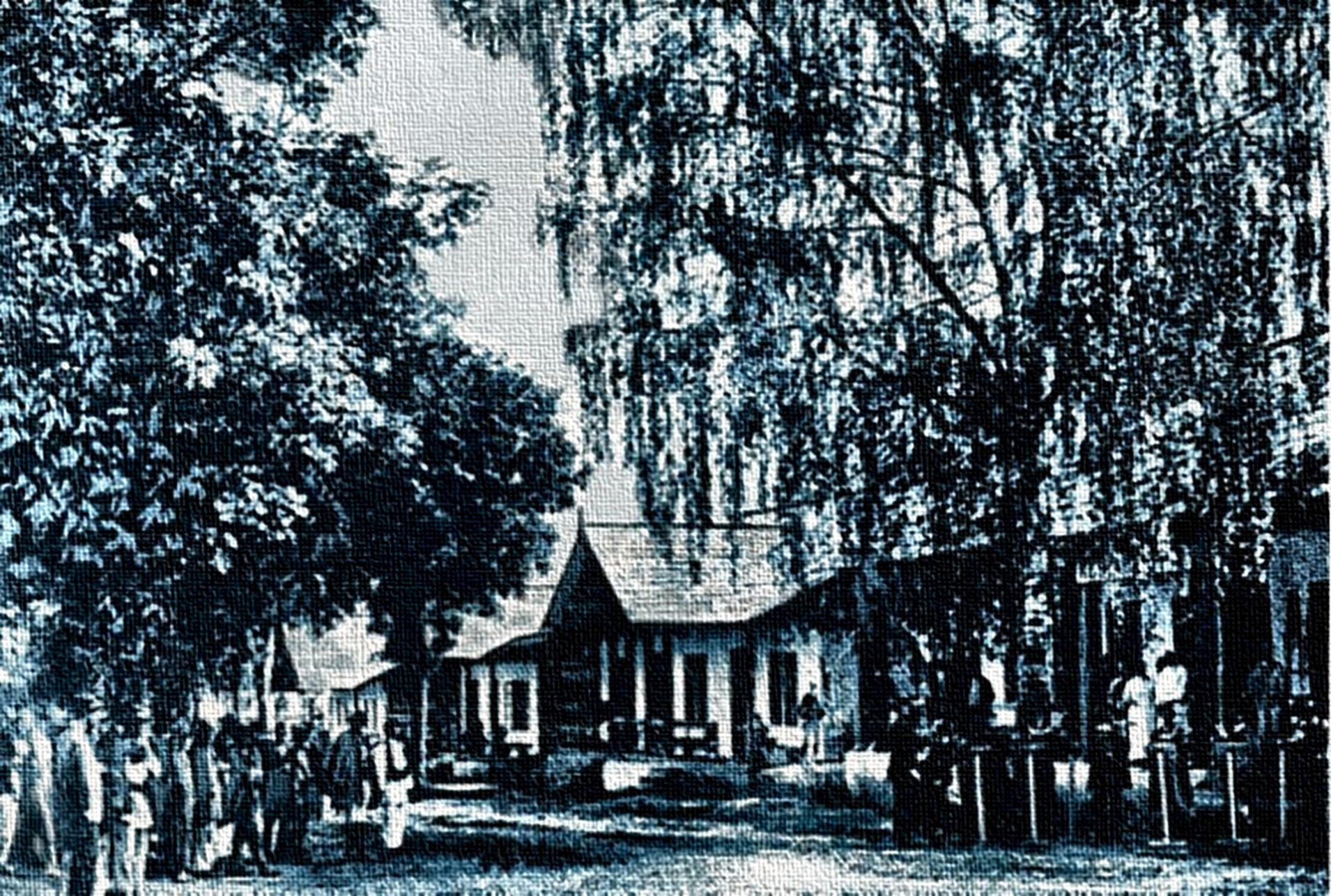
Bad Lopuszna vor 1900

## Lage
Der Ort liegt auf 671 m an den Quellen des Großen Sereth im südlichen Teil des Rajons Wyschnyzja in der Nähe der rumänischen Grenze. Administrativ gehört das Dorf zur Landratsgemeinde von Dolischnij Schepit.
Am 12. Juni 2020 wurde das Dorf ein Teil der neu gegründeten Siedlungsgemeinde Berehomet im Rajon Wyschnyzja, bis dahin war sie ein Teil der Landratsgemeinde Dolischnij Schepit im Süden des Rajons.

## Geschichte
Das Dorf war bereits Teil der Region Bukowina des Fürstentums Moldau zu dessen Gründung, zu dem es bis 1775 gehörte.
Nachdem 1774 die Bukowina gegen Ende des Russisch-Osmanischen Kriegs (1768–1774) vom neutralen Österreich besetzt worden war, wurde dies 1775 im Frieden von Küçük Kaynarca bestätigt, offiziell als Dank für Österreichs „Vermittlerdienste“ zwischen den Kriegsgegnern. Dadurch war Lopuschna ein Teil Österreichs zuerst im Königreich Galizien und Lodomerien, ab 1849 im neu gegründeten Kronland Herzogtum Bukowina.
Freiherr Jordaki Wassilko von Serecki ließ Lopuszna mit seinem „besonderen Wasser“, zum Heilbad ausbauen. Der Ort wurde als Heilbad stark aufgewertet, als am 3. und 4. August 1855 der designierte Kronprinz Karl Ludwig von Österreich zu Gast auf Schloss Berhometh war und das Bad besuchte. Er gestattete, den dortigen Heilbrunnen „Carl-Ludwig-Brunnen“ zu nennen. Sein Enkel Georg war maßgeblich am Bau der Eisenbahntrasse von Berhometh aus beteiligt, die 1909 in Betrieb genommen wurde. Bis zum Ersten Weltkrieg war der Ort einer der bekanntesten Luftkurorte in der Bukowina.
Nach der Angliederung der Bukowina an das Königreich Rumänien am 27. November 1918 gehörte der Ort zum damaligen Bezirk Storojineț. Das nunmehr rumänische Lăpușna verlor zunehmend seine Bedeutung als Heilbad.
Die durch den Hitler-Stalin-Pakt bedingte Annexion der Nordbukowina erfolgte am 28. Juni 1940 und Lopuschna wurde ein Teil der Sowjetunion. Von 1941 bis 1944 wiederum rumänisch, wurde die gesamte Region 1947 in die Ukrainischen SSR integriert und ist seit dem Zerfall der Sowjetunion 1991 ein Teil der unabhängigen Republik Ukraine.
In jüngster Zeit unternehmen örtliche und regionale Behörden große Anstrengungen, den Tourismus vor Ort wiederzubeleben.

## Persönlichkeiten
- Cécile Huk (1907–1990), österreichisch-französische Widerstandskämpferin